# Arondismentul Chinon
Arondismentul Chinon (în franceză Arrondissement de Chinon) este un arondisment din departamentul Indre-et-Loire, regiunea Centre-Val de Loire, Franța.

## Subdiviziuni

### Cantoane
- Cantonul Azay-le-Rideau
- Cantonul Bourgueil
- Cantonul Chinon
- Cantonul L'Île-Bouchard
- Cantonul Langeais
- Cantonul Richelieu
- Cantonul Sainte-Maure-de-Touraine

### Comune
| 1. Anché (37004)                         | 2. Antogny-le-Tillac (37005)           | 3. Assay (37007)                  | 4. Avoine (37011)                    |
| 5. Avon-les-Roches (37012)               | 6. Avrillé-les-Ponceaux (37013)        | 7. Azay-le-Rideau (37014)         | 8. Beaumont-en-Véron (37022)         |
| 9. Benais (37024)                        | 10. Bourgueil (37031)                  | 11. Braslou (37034)               | 12. Braye-sous-Faye (37035)          |
| 13. Brizay (37040)                       | 14. Bréhémont (37038)                  | 15. Candes-Saint-Martin (37042)   | 16. Champigny-sur-Veude (37051)      |
| 17. La Chapelle-aux-Naux (37056)         | 18. La Chapelle-sur-Loire (37058)      | 19. Chaveignes (37065)            | 20. Cheillé (37067)                  |
| 21. Chezelles (37071)                    | 22. Chinon (37072)                     | 23. Chouzé-sur-Loire (37074)      | 24. Cinais (37076)                   |
| 25. Cinq-Mars-la-Pile (37077)            | 26. Cléré-les-Pins (37081)             | 27. Continvoir (37082)            | 28. Courcoué (37087)                 |
| 29. Couziers (37088)                     | 30. Cravant-les-Côteaux (37089)        | 31. Crissay-sur-Manse (37090)     | 32. Crouzilles (37093)               |
| 33. Les Essards (37102)                  | 34. Faye-la-Vineuse (37105)            | 35. Gizeux (37112)                | 36. Huismes (37118)                  |
| 37. Ingrandes-de-Touraine (37120)        | 38. Jaulnay (37121)                    | 39. Langeais (37123)              | 40. Lerné (37126)                    |
| 41. Lignières-de-Touraine (37128)        | 42. Ligré (37129)                      | 43. Luzé (37140)                  | 44. Lémeré (37125)                   |
| 45. Maillé (37142)                       | 46. Marcilly-sur-Vienne (37147)        | 47. Marigny-Marmande (37148)      | 48. Marçay (37144)                   |
| 49. Mazières-de-Touraine (37150)         | 50. Neuil (37165)                      | 51. Nouâtre (37174)               | 52. Noyant-de-Touraine (37176)       |
| 53. Panzoult (37178)                     | 54. Parçay-sur-Vienne (37180)          | 55. Ports (37187)                 | 56. Pouzay (37188)                   |
| 57. Pussigny (37190)                     | 58. Razines (37191)                    | 59. Restigné (37193)              | 60. Richelieu (37196)                |
| 61. Rigny-Ussé (37197)                   | 62. Rilly-sur-Vienne (37199)           | 63. Rivarennes (37200)            | 64. Rivière (37201)                  |
| 65. La Roche-Clermault (37202)           | 66. Saché (37205)                      | 67. Saint-Benoît-la-Forêt (37210) | 68. Saint-Germain-sur-Vienne (37220) |
| 69. Saint-Michel-sur-Loire (37227)       | 70. Saint-Nicolas-de-Bourgueil (37228) | 71. Saint-Patrice (37232)         | 72. Saint-Épain (37216)              |
| 73. Sainte-Catherine-de-Fierbois (37212) | 74. Sainte-Maure-de-Touraine (37226)   | 75. Savigny-en-Véron (37242)      | 76. Sazilly (37244)                  |
| 77. Seuilly (37248)                      | 78. Tavant (37255)                     | 79. Theneuil (37256)              | 80. Thilouze (37257)                 |
| 81. Thizay (37258)                       | 82. La Tour-Saint-Gelin (37260)        | 83. Trogues (37262)               | 84. Vallères (37264)                 |
| 85. Verneuil-le-Château (37268)          | 86. Villaines-les-Rochers (37271)      | 87. L'Île-Bouchard (37119)        |                                      |